# Trixoscelis mohavea
Trixoscelis mohavea är en tvåvingeart som beskrevs av Axel Leonard Melander 1952. Trixoscelis mohavea ingår i släktet Trixoscelis och familjen myllflugor. Inga underarter finns listade i Catalogue of Life.